# Dennis Dunaway
Dennis Dunaway (né le 9 décembre 1946 à Cottage Grove dans l'Oregon aux États-Unis) a été le bassiste du groupe Alice Cooper, anciennement The Spiders et The Earwigs, de la formation du groupe à 1974. Il a coécrit des titres tels que I'm Eighteen et School's Out.
Dennis est marié à Cindy, la sœur cadette du batteur Neal Smith, ils ont eu deux filles, Renee et Che Monet. Leur fille aînée, Renee Dunaway, est aussi musicienne et leader du groupe Jetsetter.
En octobre 2010, Dunaway et les membres originaux Michael Bruce et Neal Smith ont enregistré trois titres pour le prochain album d'Alice Cooper, Welcome 2 My Nightmare.

## Discographie

### Alice Cooper Group
- Pretties for You (1969)
- Easy Action (1970)
- Love It to Death (1971)
- Killer (1971)
- School's Out (1972)
- Billion Dollar Babies (1973)
- Muscle of Love (1973)

### Alice Cooper
- Welcome 2 My Nightmare (2011)

### 5th Avenue Vampires
- Drawing Blood (2010)

### The Dennis Dunaway Project
- Bones from the Yard (2006)